# Eva, la vierge sauvage
Pour plus de détails, voir Fiche technique et Distribution.
Eva, la vierge sauvage (Eva la venere selvaggia) est un film d'aventures de science-fiction italien sorti en 1968 et réalisé par Roberto Mauri.

## Synopsis
L'histoire se déroule dans les jungles du Kenya et de sa capitale Nairobi. Le savant fou Albert Muller fait des expériences avec de petits émetteurs radio implantés dans le cerveau de gorilles qui contrôlent leur esprit. Il s'agit de sujets d'expérience dont le but ultime est de faire subir le même sort aux humains.
Diana, la fille du propriétaire du bar Theodore (aucun nom de famille n'est mentionné), est enlevée par des gorilles. Burt a également un motif personnel : il a été abattu et laissé pour mort par un ancien partenaire qu'il soupçonne d'être à l'origine de la situation. Des indigènes hostiles attaquent son groupe et Burt est capturé en chemin. Après s'être échappé, Burt rencontre une légendaire fille blanche de la jungle que les indigènes appellent Eva, la vierge sauvage.
Eva est une orpheline tarzanide et qui a grandi seule dans la jungle. Elle ne porte qu'un pagne en cuir et ses cheveux noirs, longs jusqu'à sa taille, couvrent ses seins. Elle ne parle pas italien mais peut communiquer avec les animaux et possède un chimpanzé de compagnie. Elle possède l'un des bracelets de Diana et finit par conduire Burt dans une grotte où elle est retenue prisonnière par Muller. C'est là que se déroulent le conflit final et la résolution de l'affaire qui laisse Burt et Diana comme seuls survivants.

## Fiche technique
- Titre français : Eva, la vierge sauvage[1]
- Titre original italien : Eva la venere selvaggia[1],[2]
- Réalisateur : Roberto Mauri (sous le nom de « Robert Morris »)
- Scénario : Roberto Mauri, Walter Brandi, Massimo Pupillo (sous le nom de « Ralph Zucker »)
- Photographie : Mario Mancini
- Montage : Nella Nannuzzi
- Musique : Roberto Pregadio
- Décors : Amedeo Mellone
- Production : Massimo Pupillo (sous le nom de « Ralph Zucker »), Walter Brandi, Brad Harris, Dick Randall
- Sociétés de production : Three Stars Films
- Pays de production :  Italie
- Langues de tournage : italien
- Format : Couleurs par Eastmancolor - 2,35:1 - Son Dolby - 35 mm
- Genre : film d'aventures de science-fiction
- Durée : 87 minutes
- Dates de sortie :	
  - Italie : 29 septembre 1968
  - France : 23 juin 1971[1]

## Distribution
- Brad Harris : Burt Dawson
- Esmeralda Barros : Eva
- Marc Lawrence : Albert Maller
- Pieranna Quaglia (sous le nom de « Ursula Davis ») : Diana
- Adriana Alben : Ursula
- Marc Fiorini (it) (sous le nom de « Mark Farran ») : Robert
- Aldo Cecconi (sous le nom de « Jim Clay ») : Theodor
- Paolo Magalotti (sous le nom de « Paul Carter ») : Turk
- Mario Donatone (sous le nom de « Dan Doney ») : Forrester
- Gino Turini (sous le nom de « John Turner »)
- Miles Mason
- Gianni Pulone (it)